# جيمس كينيدي (عالم نفس)
جيمس كينيدي عالم نفس اجتماعي أمريكي ولد (5 نوفمبر 1950)، اشتهر باسم المنشئ والباحث في تحسين سرب الجسيمات.
تم تقديم الأوراق الأولى حول هذا الموضوع، والتي قدمها كينيدي وروسيل إيبرهارت، في عام 1995 ؛ ومنذ ذلك الحين تم نشر عشرات الآلاف من الأوراق حول أسراب الجسيمات. تم نشر كتاب بعنوان " ذكاء السرب" لجيمس كينيدي وإبيرهارت مع يوهوي شي في عام 2001.
يعتمد نموذج سرب الجسيمات على أبحاث المحاكاة الاجتماعية والنفسية التي شارك فيها كينيدي في جامعة كارولاينا الشمالية، وتم دمجها مع أساليب الحوسبة التطورية التي كان إبيرهارت يعمل معها في التسعينيات. وكانت النتيجة هي خوارزمية حل المشكلات أو التحسين استنادًا إلى مبادئ التفاعل الاجتماعي البشري.أولا يبدأ الأفراد البرنامج مع تخمينات عشوائية في حل المشكلة. وأثناء تشغيل البرنامج، تشارك «الجسيمات» نجاحاتها مع جيرانها الموضعيين؛ فكل جسيم هو المُعلم والمُتعلم. ومع مرور الوقت، يتقارب السكان ويتفقون على الحل الأمثل.
بينما كان هناك اتجاه واضح في الأدب البحثي نحو (G-best) أو شبكة الجسيمات المركزية، وقد أثبت بلاكويل وكينيدي 2018 أهمية طبولوجيا السكان الموزعة في حل المشاكل الأكثر تعقيدًا.
وتناقش ورقة حديثة المساهمة المحتملة للنشوة الجنسية للإناث في زيادة النوع الاجتماعي.
كان كينيدي نشطا في الجدل الدائر حول التثقيف الجنسي في مقاطعة مونتغومري (ماريلاند) ، حيث دعم جهود المدارس العامة لتطوير برنامج شامل. كما عمل على دعم قانون عدم التمييز بين الجنسين في مقاطعة مونتغمري والذي قد تعرض لهجوم من المحافظين، وحافظ على وجوده التدريجي عبر الإنترنت.
كما عمل موسيقي محترف لمدة خمسين عاما وهو حاليا في فرقة (المصادمون "The Colliders") والتي تقوم على موسيقى روكابيلي، وقد أصدرت ألبومات في عام 2011 وعام 2015. في عام 2018 أصدر كينيدي ألبوم حياة الأذى .
عمل كينيدي في أساليب المسح لحكومة الولايات المتحدة، لإجراء البحوث في الآثار الاجتماعية على الإدراك والتوجه. وشغل منصب مدير مكتب خدمات التحليل والبحوث في لجنة التجارة الدولية الأمريكية حتى تقاعده في عام 2017. وقد عمل مع أسراب الجسيمات منذ عام 1994، مع منشورات البحوث في المجالات ذات الصلة وغير المرتبطة بالأسراب والمسوحات.